# Vriesea regina
Vriesea regina là một loài thực vật có hoa trong họ Bromeliaceae. Loài này được (Vell.) Beer miêu tả khoa học đầu tiên năm 1856.